# Saint-Jean-de-Braye
Saint-Jean-de-Braye település Franciaországban, Loiret megyében. Lakosainak száma 22 088 fő (2022. január 1.). Saint-Jean-de-Braye Orléans, Saint-Denis-en-Val, Saint-Jean-le-Blanc, Semoy, Boigny-sur-Bionne, Chécy, Combleux és Marigny-les-Usages községekkel határos.

## Népesség
A település népessége az elmúlt években az alábbi módon változott:
| Lakosok száma | 7601 | 13 318 | 16 387 | 18 692 | 19 571 | 20 123 | 20 751 | 21 288 | 21 396 | 22 088 |
|               | 1968 | 1982   | 1990   | 2006   | 2013   | 2015   | 2017   | 2019   | 2020   | 2022   |